# MyMiniFactory
MyMiniFactory là trang web để chia sẻ miễn phí các tệp có thể in 3D. Nền tảng này được giám sát hoàn toàn, có nghĩa là mọi đối tượng có sẵn trên trang web trước đây đã được thử nghiệm in trên máy in 3D FDM trên máy tính để bàn. MyMiniFactory có trọng tâm đáng kể về đồ chơi và trò chơi.
Một nghiên cứu cho thấy rằng năm 2017 người tiêu dùng đã hỗ trợ 10 triệu đô la mỗi năm bằng cách in 3D đồ chơi của riêng họ từ MyMiniFactory.
MyMiniFactory, được khởi chạy vào năm 2013, là một nền tảng xã hội được sắp xếp cho các đối tượng có thể in 3D. Nó có hơn 30.000 tập tin có thể in 3D và một cộng đồng gồm 200.000 người dùng. Cơ sở dữ liệu đối tượng bao gồm một loạt các đối tượng khác nhau được sắp xếp theo các loại khác nhau.
MyMiniFactory tuân thủ các mô hình phân phối và tạo nội dung nguồn mở. Tất cả các tệp 3D đều có sẵn để tải xuống miễn phí, chỉnh sửa và tải lên lại - sau khi trải qua quá trình xác thực và in thử. Thông qua phương pháp này, người dùng được khuyến khích tạo nội dung gốc cũng như phái sinh, cung cấp phản hồi và hỗ trợ cho người dùng khác, và thường kích thích sự gia tăng của thiết kế 3D và công nghệ in 3D một cách tự do và cởi mở. Theo lối này họ đã hợp tác với những người như Oxfam trong một nỗ lực để giải quyết các vấn đề nhân đạo bằng cách sử dụng thiết kế và sản xuất nguồn mở.
Ngoài việc chia sẻ tệp, MyMiniFactory tham gia với cộng đồng người dùng thông qua các cuộc thi thiết kế 3D khác nhau và gần đây đã ra mắt MyMiniFactory TV, một nền tảng phát trực tuyến dành cho các nhà thiết kế 3D. MyMiniFactory có một số đối tác như Royal Mail và CEL Robox, trở thành thư viện tệp 3D đầu tiên trên thế giới được tích hợp vào phần mềm máy in 3D.